# Spinicaudata
Sous-ordre
Synonymes
Conchostraca
Les Spinicaudata sont un sous-ordre de Crustacés branchiopodes, de l'ordre des Diplostracés.

## Liste des sous-taxons
- famille Asmussiidae[2]
- famille Cyzicidae Stebbing, 1910
- famille Estheriellidae[2]
- famille Ipsiloniidae[2]
- famille Leaiidae[2]
- famille Leptestheriidae Daday, 1923
- famille Limnadiidae Baird, 1849
- famille Pemphilimnadiopsidae[2]
- famille Vertexiidae[2]
- super-famille †Afrograptioidea
  - famille †Afrograptidae

Nom classés
- - genre †Anomalonema
  - genre †Estheriella
  - genre †Euestheria Depéret & Mazeran, 1912
  - genre †Paraleaia
  - genre †Quadriamusium